# 硝酸乙酯
硝酸乙酯是硝酸的乙醇酯，其具有分子式 C2H5NO3 。它是一种无色、易挥发、易爆和高度易燃的液体。用于有机合成的反應物，也用作制备某些药物、染料和香料的中间体。 
硝酸乙酯存在于大气中，它可以与其他气体反应形成烟雾。最初被认为是主要由化石燃料的燃烧形成的一种污染物。然而，最近对海水样本的分析表明，在冷水从深海上升的地方，水中充满了硝酸酯，而推測此化合物可能是自然存在合成的。 

## 製備方式
硝酸乙酯是由在 -10 ℃的乙醇中通氣硝酰氟而來的 。 此反應有被詳細研究。  
硝酸乙酯也可以通过用发烟硝酸或浓硫酸和硝酸的混合物硝化乙醇来制备，然而通过蒸馏进一步纯化有爆炸的风险。